# Myteri (film)
Myteri (engelska: Mutiny on the Bounty) är en amerikansk film från 1935 i regi av Frank Lloyd.
Filmen är baserad på Charles Nordhoff och James Norman Halls roman Myteriet på Bounty. I huvudrollerna ses Charles Laughton och Clark Gable. Filmen var en av de populäraste på sin tid och är en klassiker än idag trots att den historiska riktigheten har ifrågasatts. Den anses av kritiker att vara en av de bättre filmerna som har baserats på det kända myteriet.

## Rollista i urval
- Charles Laughton - Kapten Bligh
- Clark Gable - Fletcher Christian
- Franchot Tone - Byam
- Herbert Mundin - Smith
- Eddie Quillan - Ellison
- Dudley Digges - Bacchus
- Donald Crisp - Burkitt
- Henry Stephenson - Sir Joseph Banks
- Francis Lister - Kapten Nelson
- Spring Byington - Mrs. Byam
- Movita Castaneda - Tehani (som Movita)
- Mamo Clark - Maimiti (som Mamo)
- Byron Russell - Quintal
- David Torrence - Lord Hood
- Douglas Walton - Stewart
- Ian Wolfe - Maggs
- DeWitt Jennings - Fryer
- Ivan F. Simpson - Morgan (som Ivan Simpson)
- Vernon Downing - Hayward

## Produktion

### Inspelningsplatser
- Franska Polynesien
- Metro-Goldwyn-Mayer Studios - 10202 W. Washington Blvd., Culver City, Kalifornien, USA (studio)
- Monterey Bay, Monterey, Kalifornien, USA
- Monterey Harbor, Monterey, Kalifornien, USA
- Sailing Ship Restaurant, Pier 42, The Embarcadero, San Francisco, Kalifornien, USA (fartyget "Ellen" som "Bounty")
- San Miguel Island, Kalifornien, USA
- Santa Barbara Channel, Channel Islands, Kalifornien, USA
- Santa Catalina Island, Channel Islands, Kalifornien, USA
- South Beach Harbor, South Beach, San Francisco, Kalifornien, USA (fartyget "Ellen" som "Bounty")
- Södra Stilla havet
- Tahiti, Franska Polynesien

## Priser och utmärkelser

### Oscar
Till och med 2017 är den här filmen den enda som vunnit "Bästa film" och inte vunnit i någon annan kategori.
| Pris                      | Nominering                                                                                         | Vann                                 |
| ------------------------- | -------------------------------------------------------------------------------------------------- | ------------------------------------ |
| Bästa film                | Metro-Goldwyn-Mayer (producenter Irving Thalberg och Albert Lewin)                                 |                                      |
| Bästa regi                | Frank Lloyd                                                                                        | John Ford – Angivaren                |
| Bästa skådespelare        | Clark Gable                                                                                        | Victor McLaglen – Angivaren          |
| Bästa skådespelare        | Charles Laughton                                                                                   | Victor McLaglen – Angivaren          |
| Bästa skådespelare        | Franchot Tone                                                                                      | Victor McLaglen – Angivaren          |
| Bästa manus efter förlaga | Jules Furthman, Talbot Jennings och Carey Wilson                                                   | Dudley Nichols – Angivaren           |
| Bästa filmmusik           | Nat W. Finston och Herbert Stothart ("Love Song of Tahiti" skriven av Walter Jurmann, okrediterad) | Max Steiner – Angivaren              |
| Bästa klippning           | Margaret Booth                                                                                     | Ralph Dawson – En midsommarnattsdröm |

Priser filmen missade:
- Bästa regissörassistent
- Bästa foto
- Bästa scenografi

### Andra utmärkelser
American Film Institute erkännande
- AFI's 100 Years... 100 Movies #86
- AFI's 100 Years... 100 Heroes and Villains:
  - Captain Bligh, Villain #19

## Galleri

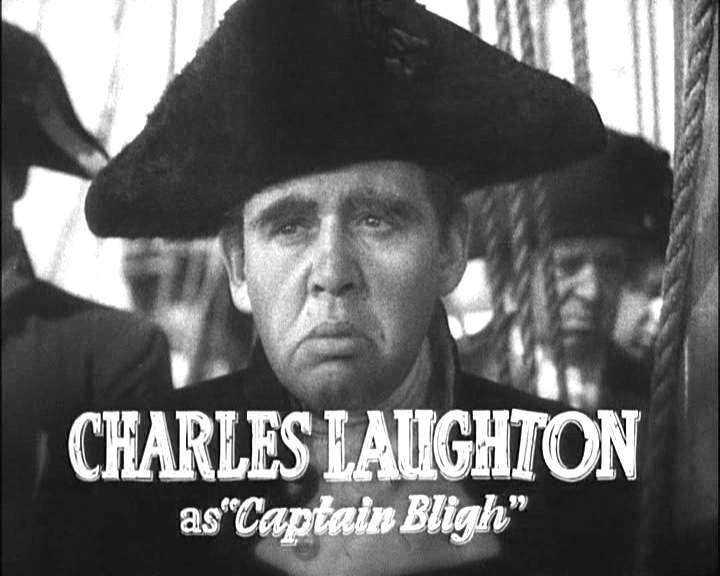
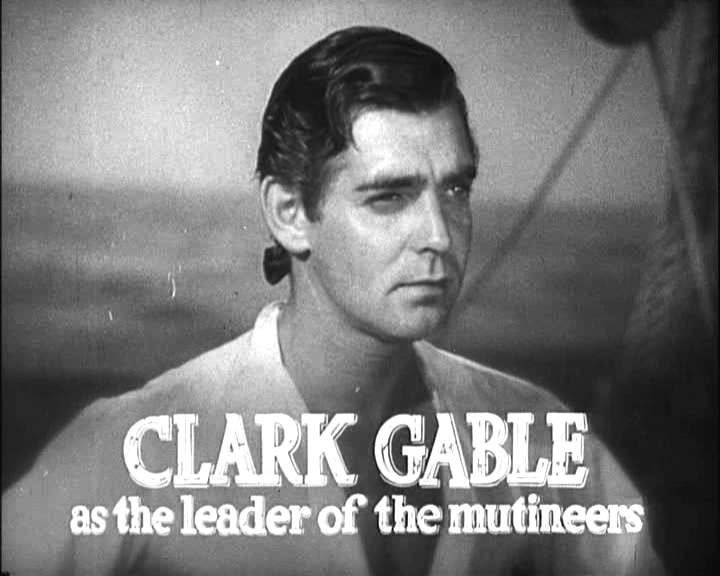
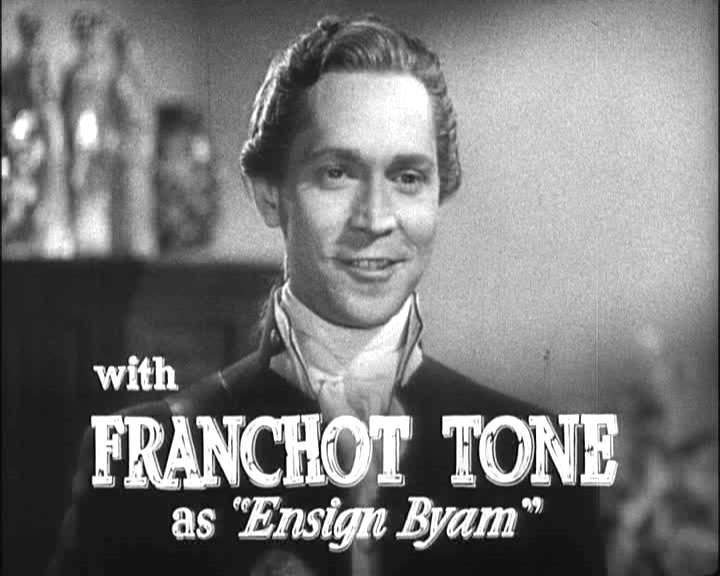
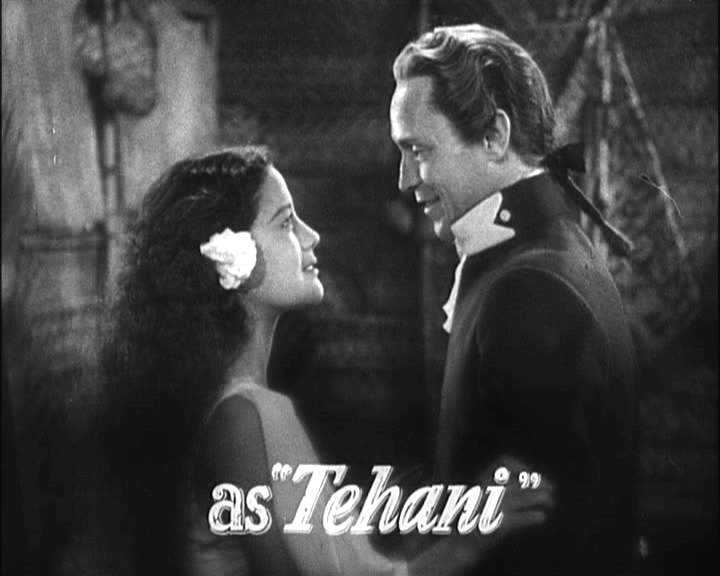
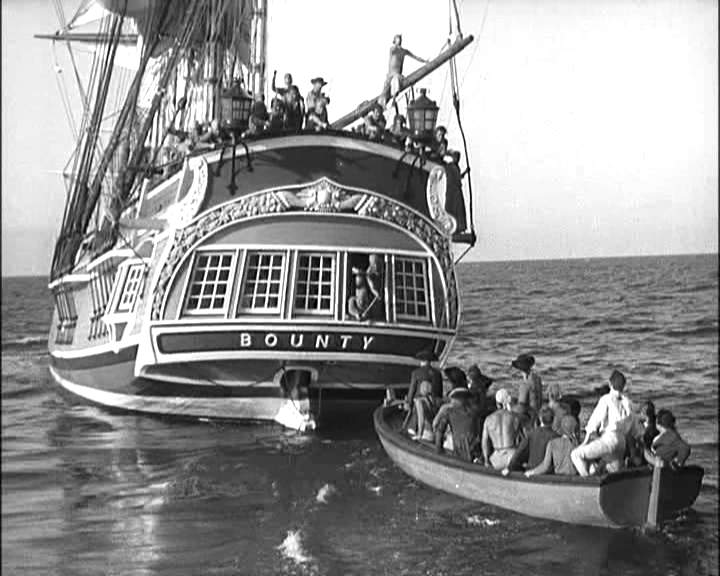
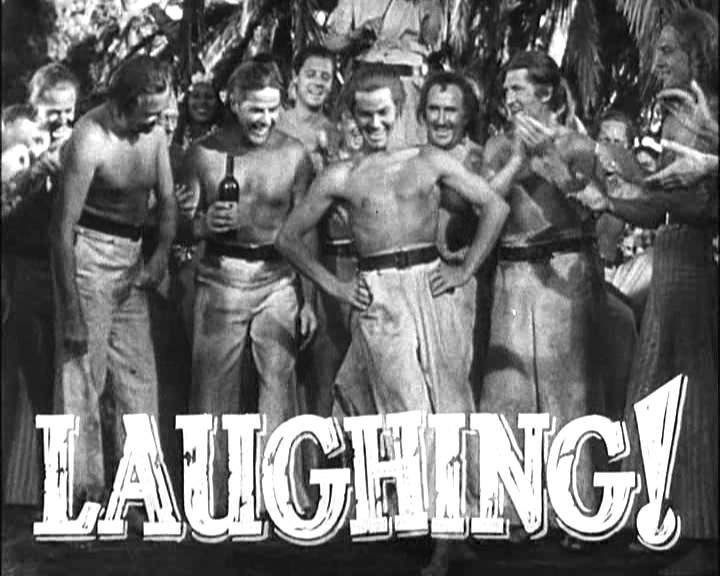
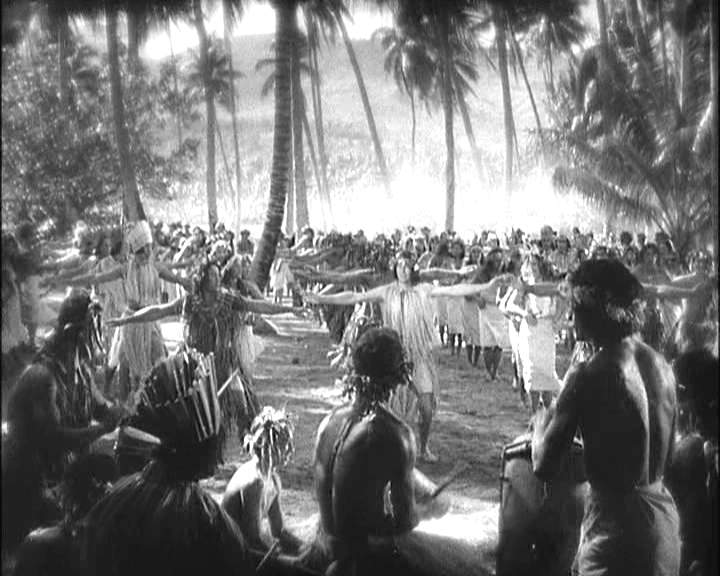
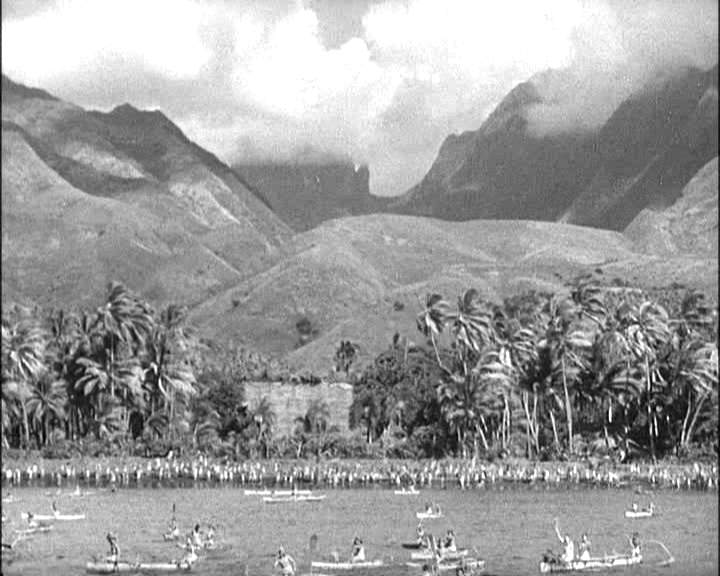
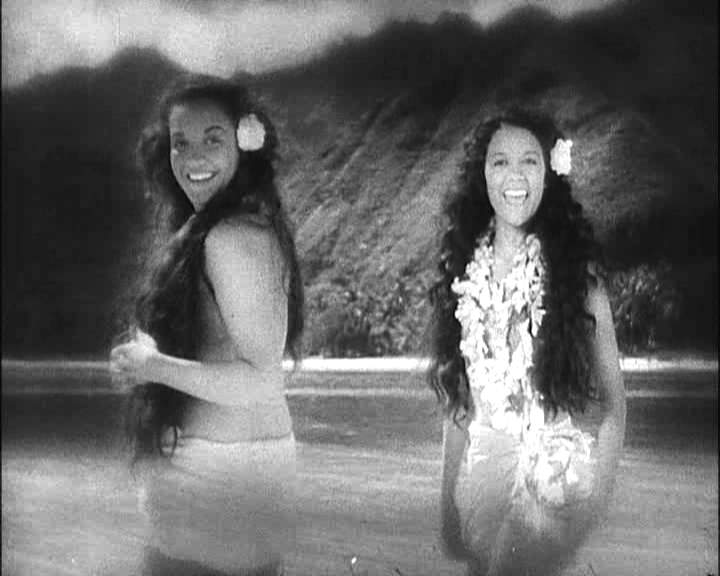
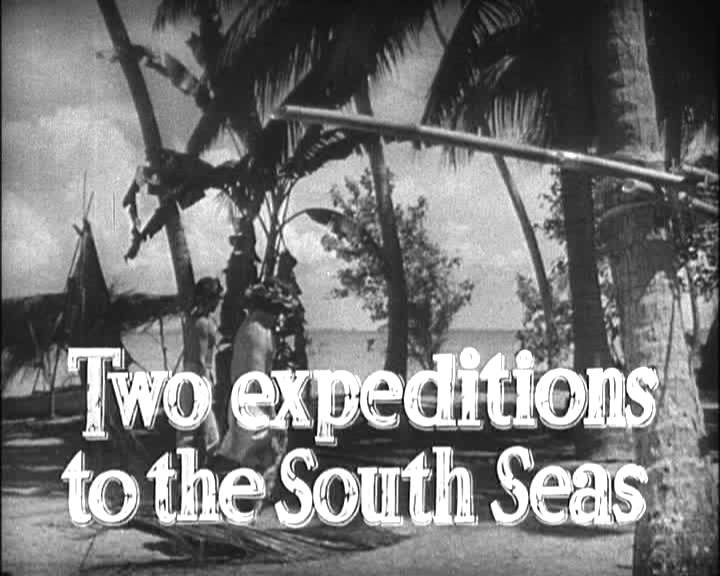
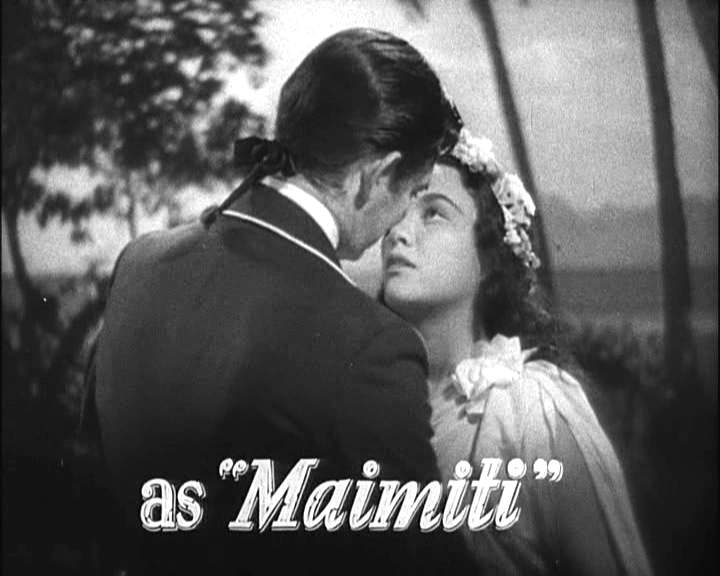
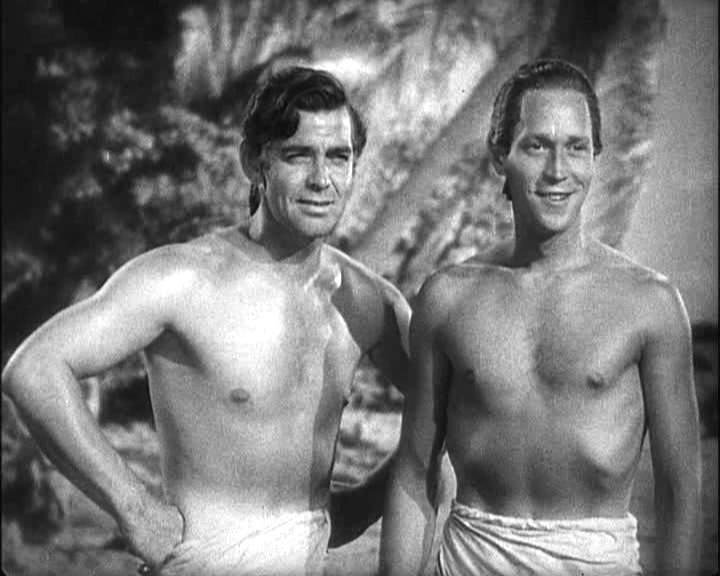